# Radějovice (Netvořice)

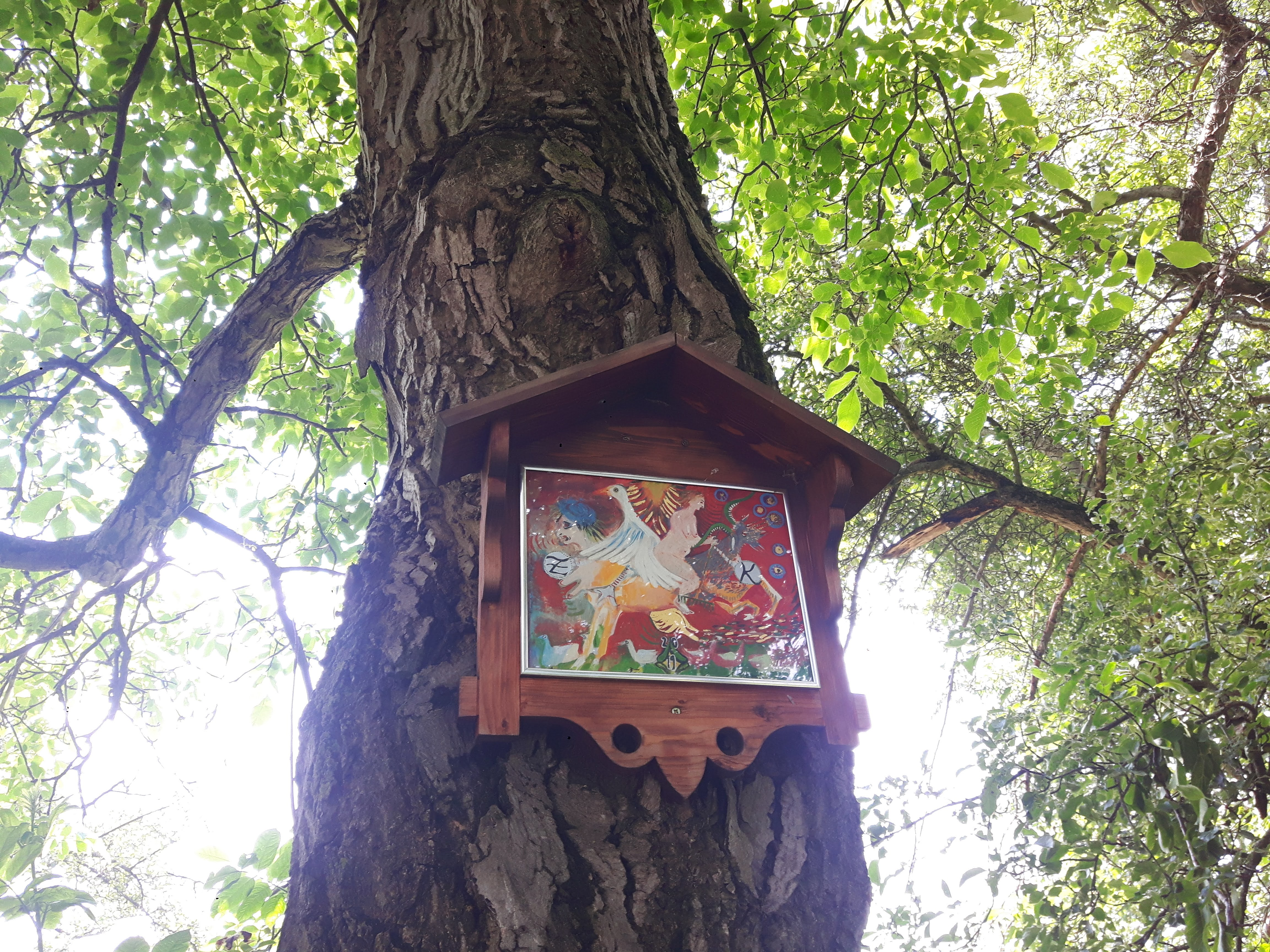
Výchozí bod vycházkové trasy po okolí

Radějovice je malá vesnice, část městyse Netvořice v okrese Benešov. Nachází se asi 3 km na jih od Netvořic. V roce 2009 zde bylo evidováno 7 adres.
Radějovice leží v katastrálním území Všetice o výměře 4,61 km².
V roce 2020 byla dokončena vycházková trasa s výchozím bodem v Radějovicích po blízkém vrchu Maršovka s deseti obrázky. Nazývá se Cesta v souhvězdí radějovického baziliška. Délka trasy je přibližně 3 km. Pouze z části vede po modré turistické trase. V základním kříži souhvězdí se nacházejí obrázky znamení patřící ke slunovratům a rovnodennostem, ostatní obrázky nesou místní pojmenování.

## Historie
První písemná zmínka o vesnici pochází z roku 1410.